# Eine Handvoll Hoffnung
Eine Handvoll Hoffnung (Originaltitel Bigger Than Life, in Österreich als Mensch oder Teufel) ist ein US-amerikanisches Filmdrama von Nicholas Ray aus dem Jahr 1956. Der Film basiert lose auf dem 1955 in dem Magazin The New Yorker veröffentlichten Artikel Ten Feet Tall, der vom Autor und Mediziner Berton Roueché verfasst wurde und die negativen Nebeneffekte einer Cortisonbehandlung thematisierte.

## Handlung
Ed Avery lebt mit seiner Frau Lou und dem gemeinsamen Sohn Richie in einem hübschen Einfamilienhaus mit Garten. In seiner Arbeit als Lehrer wird er von Kollegen und Schülern geschätzt, allerdings fällt sein Einkommen nur mittelmäßig aus. Damit er seiner Familie einen guten Lebensstandard bieten kann, arbeitet er nachmittags in einer Taxizentrale. Aus Scham verheimlicht er Lou seine zweite Stelle, die wegen der für sie unerklärlichen Abwesenheiten ihres Mannes insgeheim vermutet, er habe eine Affäre. Die langen Arbeitstage zehren an Eds Gesundheit, er bekommt Schmerzen und erleidet schließlich mehrere Schwächeanfälle. Von den Ärzten wird er im Krankenhaus mit Polyarteriitis nodosa diagnostiziert. Normalerweise hätte er damit weniger als ein Jahr zu leben, doch der Spezialist Dr. Ruric schlägt ihm eine Behandlung mit einem neuartigen „Wundermittel“ – eine Art Cortison – vor. Nachdem er die Behandlung mit dem Wundermittel beginnt, verbessert sich Eds Gesundheitszustand und er kann schließlich zu seiner Familie zurückkehren.
Ed geht nun in seinem Alltagsleben voller Energie auf und alles scheint perfekt. Allerdings beginnt er mehr als die vorgeschriebene Menge des Cortisons zu nehmen, was sich in seinem Sozialverhalten bemerkbar macht. Auf einem Elternsprechtag sorgt er mit Forderungen nach harter Erziehung und Aussagen, dass Kinder dümmer als Schimpansen seien, bei den Eltern und Kollegen für Aufregung. Obwohl bereits seine Behandlung das finanzielle Budget der Familie strapaziert hat, gibt er viel Geld aus und kauft seiner Frau teure Kleider. Er kündigt seinen Job bei der Taxizentrale und glaubt, für eine große Karriere berufen zu sein, ohne allerdings konkrete Pläne zu entwickeln. Ed äußert sich mit Verachtung über das seiner Ansicht nach öde und sinnlose Leben der Mittelschicht, das er bisher geführt habe.
Immer mehr leidet auch sein Zusammenleben mit Lou und Richie, die von seinen manisch-depressiven Schüben verunsichert sind. Da sein Freund, der Sportlehrer Wally Gibbs, aufgrund von Eds merkwürdigem Verhalten besorgt ist und sich darüber mit Lou ausspricht, verdächtigt er plötzlich diesen, eine Affäre mit seiner Frau zu haben. Wally findet einen Zeitungsartikel, der vom auffälligen Verhalten anderer Patienten, denen auch das Cortison verschrieben wurde, berichtet. Ed stellt zunehmend höchste moralische und intellektuelle Ansprüche an sein Umfeld und hält sich allen überlegen – inklusive Lou, weshalb er überlegt, sie zu verlassen. Besonders Richie leidet unter seinem Vater, der ihm komplizierte Schulaufgaben stellt und ihm Essen vorenthält, bis er diese gelöst hat. Lou überlegt, einen Psychiater zu konsultieren, fürchtet aber, dass dann Eds Karriere als Lehrer beendet wäre, und zögert mit ihrem Schritt.
Die Situation eskaliert, als Richie nach einem weiteren Wutanfall seines Vaters die Wunderpillen verstecken will und dabei von ihm erwischt wird. Der inzwischen geistig komplett verwirrte Ed liest in der Bibel die Stelle von Abrahams Beinahe-Ermordung seines Sohns Isaak. Er beschließt, da er die Erziehung und Entwicklung seines Sohnes als gescheitert ansieht, seinen Sohn, seine Frau und sich umzubringen. In letzter Minute erscheint Wally, den Lou angerufen hatte, und kann das Leben der Familie retten. Ed wird in eine Psychiatrie gebracht, wo er in einem normalen geistigen Zustand wieder aufwacht und sich bei seiner Familie entschuldigt. Dr. Norton, der Hausarzt, hatte Lou zuvor vor eine Wahl gestellt: Entweder Ed erhält nicht erneut Cortison und würde dann bald sterben – oder sie entscheide sich, trotz der bisherigen Erlebnisse, dass Ed weiterhin Cortison bekomme (allerdings in Zukunft unter strenger Zuteilung). Lou entscheidet sich für letzteres und somit besteht eine Chance für ein glückliches Zusammenleben in der Zukunft.

## Hintergrund
Berton Rouechés Text Ten Feet Tall stellte den tatsächlichen Fall eines New Yorker Lehrers dar, der durch Cortison schwer erkrankte und manische Schübe hatte, die er an seiner Familie und seinen Schülern ausließ. Cortison war Ende der 1940er-Jahre eingeführt worden und galt vielen Verbrauchern in der Entstehungszeit des Filmes als neues Wundermittel. Der tatsächliche Fall des Lehrers hatte sich bereits 1948 ereignet, als Cortison noch neu auf dem Markt war, und Mitte der 1950er-Jahre waren die Nebeneffekte von Cortison bereits weitgehend bekannt oder eingedämmt. Trotzdem reagierten mehrere Pharmakonzerne nervös auf den Film. Nach Angaben des späteren Regisseurs Gavin Lambert, der bei Bigger Than Life als persönlicher Assistent und Berater von Nicholas Ray mitwirkte, sorgten die Pharmakonzerne mit ihrem Einfluss für ein zumindest teilweise gezähmtes Drehbuch.
Nicholas Ray setzte die Farbe Orange in den Kleidern von Hauptdarstellerin Barbara Rush ein, um die sich anbahnende Gefahr darzustellen.

## Rezeption
Vielen Redakteuren des Cahiers du Cinema und der Nouvelle Vague galt Bigger Than Life als Meisterwerk. Jean-Luc Godard setzte den Film 1963 auf seine persönliche Top-Ten-Liste der zehn besten amerikanischen Tonfilme.
Der katholische Filmdienst war weniger begeistert: „In seinen Rauschzuständen tyrannisiert er die Familie und versucht, seinen Sohn zu töten. Ein angeblich authentischer Krankheitsfall dient als Basis für ein reißerisch entwickeltes Kleinbürger-Drama, das lediglich durch James Masons beklemmende Darstellung von Interesse ist. Nicholas Ray thematisiert hier erneut eines seiner zentralen Themen der (scheiternden) Glückssuche.“
Heute wird Bigger Than Life weitestgehend positiv rezensiert, so fallen 26 der 28 Kritiken beim amerikanischen Kritikerportal Rotten Tomatoes positiv aus, was eine positive Wertung von 95 % bedeutet. Jonathan Rosenbaum schrieb, das wahre Thema des „tief verstörenden“ Filmes sei weniger die Wunderpille, sondern eher das Wertesystem der amerikanischen Mittelschicht mit den Themen Geld, Erziehung, Religion, Patriarchat und dem Wunsch, beruflich voranzukommen. Sein Fazit zu Bigger Than Life ist: „Es ist schwer sich einen anderen Hollywood-Film zu denken, der mehr aussagt über die schlichte Schrecklichkeit des normalen amerikanischen Familienlebens während der 50er“.